# Basler Lake
Basler Lake är en sjö i Kanada.   Den ligger i territoriet Northwest Territories, i den centrala delen av landet, 3 200 km nordväst om huvudstaden Ottawa. Basler Lake ligger 254 meter över havet. Arean är 62 kvadratkilometer. Den sträcker sig 14,3 kilometer i nord-sydlig riktning, och 9,9 kilometer i öst-västlig riktning.
Trakten runt Basler Lake är nära nog obefolkad, med mindre än två invånare per kvadratkilometer.